# Laurent Maistret
Cet article possède un paronyme, voir Maistre.
Laurent Maistret est une personnalité de la télévision, mannequin, danseur et animateur de télévision français né le 3 février 1982.
Candidat dans de nombreuses émissions de télévision, il est surtout connu pour ses participations à Koh-Lanta, sur TF1, dont il a remporté une édition en 2014.
Il est le vainqueur de la septième saison de Danse avec les stars, en 2016, sur la même chaîne.

## Biographie
Laurent Maistret est né d'un père français et d'une mère algérienne ou marocaine,. Il grandit au Kremlin-Bicêtre.
À douze ans, il pratique la danse et la boxe française (jusqu'à devenir vice-champion de France).
Il a à son actif de nombreuses animations de stages de salsa à travers le monde, en tant que danseur professionnel.
Il loue son image à diverses marques, comme Carrefour ou des franchises mode, comme Calvin Klein. Il apparaît dans un spot de pub pour MMA en 2005.
Il a un garçon prénommé Liam.

## Télévision

### Koh Lanta
Laurent Maistret se fait connaître du grand public en 2011 en participant à l'émission Koh-Lanta : Raja Ampat (saison 11) où il échoue aux portes de la finale sur l'épreuve des poteaux. Il décide en 2014 de participer de nouveau au jeu et ressort vainqueur de Koh-Lanta : La Nouvelle Édition.
À l’occasion des vingt ans de l’émission, Laurent Maistret participe pour la troisième fois à Koh-Lanta en 2021 (dans la spéciale Koh-Lanta : La Légende) et gagne l'épreuve des poteaux. Il est soupçonné d'avoir participé à des dîners clandestins avec d'autres candidats, entravant les règles du jeu. Le dépouillement final n'est pas effectué.

### On n'est pas que des cobayes
Le 31 mai 2015, Laurent Maistret est annoncé comme devant rejoindre à la rentrée suivante l'équipe de l'émission On n'est pas que des cobayes, sur France 5, remplaçant à l'animation Vincent Chatelain et Élise Chassaing. Il déclare que « le magazine des Cobayes correspond à ce que je voulais : vivre des expériences inédites avec de l'adrénaline, des sensations fortes ». L'émission s'arrête à la fin de la saison[réf. nécessaire].

### Candidat à diverses émissions
À l'automne 2016, Laurent Maistret participe à la septième saison de l'émission Danse avec les stars sur TF1, aux côtés de la danseuse Denitsa Ikonomova,, et remporte la compétition le 16 décembre 2016.
Il participe 7 fois à Fort Boyard sur France 2 :
- en 2015, avec Aymeric Caron, Gérard Vives, Carinne Teyssandier, Damien Thévenot et Hélène Gateau ;
- en 2017, avec Loana, Alma, Olivier Dion, EnjoyPhoenix et Philippe Etchebest ;
- en 2018, avec Thierry Beccaro, Chloé Nabédian, Énora Malagré, Patrick Bosso et Raquel Garrido ;
- en 2019, avec Anne-Gaëlle Riccio, Camille Lacourt, Élodie Gossuin, Bruno Guillon et Gérard Vives ;
- en 2020, avec Tiga, Alex Goude et les Bodin's ;
- en 2021, avec Maëva Coucke, Ladji Doucouré, Carla Lazzari, Mamadou Haidra et Nathan Laface ;
- en 2024, avec Jo-Wilfried Tsonga, Julien Liebermann, Roman Doduik, Erika Moulet et Manon Theodet.

En 2018, il participe à la troisième saison du Meilleur Pâtissier, spécial célébrités sur M6. Il est éliminé dès la première émission. Il participe la même année à la troisième saison de Ninja Warrior : Le Parcours des héros diffusée sur TF1 le 21 septembre.
En 2022, il participe comme candidat à la quatrième saison de Mask Singer sur TF1, sous les traits du chevalier. Il est démasqué lors du 5e épisode.
En 2023, il participe à un programme court dérivé de l'émission Top Chef dans lequel des influenceurs affrontent des anciens candidats de l'émission. Il est opposé à Mickaël Braure[réf. nécessaire].

### Synthèse des émissions

#### Candidat / participant
- 2011 : Koh-Lanta : Raja Ampat sur TF1 : candidat
- 2014 : Koh-Lanta : La Nouvelle Édition sur TF1 : vainqueur
- 2015, 2017-2021, 2024 : Fort Boyard sur France 2 : participant
- 2016 : Danse avec les stars (saison 7) sur TF1 : vainqueur
- 2017 : Danse avec les stars : Le grand show sur TF1
- 2018 : Ninja Warrior (saison 3) sur TF1 : candidat
- 2018 : Le Meilleur Pâtissier, spécial célébrités (saison 3) sur M6 : candidat
- 2018 : Strike sur C8
- 2018-2019 : Drôlement bêtes : les animaux en questions sur France 4 : candidat
- 2019-2022 : Le Grand Concours des animateurs (trois participations) sur TF1 : candidat
- 2020 : La Course des champions sur France 2 : candidat
- 2020 : La vraie vie de vos aventuriers sur C8 : participant
- 2020 : Boyard Land sur France 2 : participant
- 2021 : Stars à nu sur TF1 : participant
- 2021 : Koh-Lanta : La Légende sur TF1 : finaliste
- 2021 : District Z sur TF1 : candidat
- 2022 : Mask Singer (saison 4) sur TF1 : candidat
- 2023 : Top Chef : Les Duels improbables : candidat
- 2025 : Les Traîtres (saison 4) sur M6.

#### Animateur et chroniqueur
- 2015-2016 : On n'est pas que des cobayes, avec Agathe Lecaron et David Lowe, sur France 5
- 2016 : Le Plein de sensations, avec Carole Tolila et Artus, sur France 4
- 2017 : Le Plein de sensations, avec Laury Thilleman et Sinclair, sur France 4
- 2017-2018 : École aventure, avec Teheiura, sur Télétoon+
- 2019 : Le Mois des aventuriers, avec Clémence Castel, sur Ushuaïa TV
- Depuis 2022 : Les Apprentis Aventuriers sur W9
- Depuis 2023 : La Maison des Maternelles sur France 2, présentée par Agathe Lecaron : chroniqueur sportif
- 2024 : Les Apprentis Champions sur W9

## Publication
- Mon programme sport & smile : Pour te forger un corps tonique et un mental de gagnant, Éditions Marabout, septembre 2022.